# باتوهان کاراجاکایا
باتوهان کاراجاکایا (انگلیسی: Batuhan Karacakaya؛ زادهٔ ۵ فوریهٔ ۱۹۹۷) بازیگر، و بازیگر تلویزیون اهل ترکیه است. وی از سال ۲۰۰۵ میلادی تاکنون مشغول فعالیت بوده‌است.
از فیلم‌ها یا برنامه‌های تلویزیونی که وی در آن نقش داشته‌است می‌توان به عشق ممنوع و قیام ارطغرل اشاره کرد.